# Wu Chao
Wu Chao (en chino: 伍超; 19 de enero de 1992) es un deportista chino que compitió en halterofilia. Ganó una medalla de bronce en el Campeonato Mundial de Halterofilia de 2011, en la categoría de 69 kg.

## Palmarés internacional
| Campeonato Mundial | Campeonato Mundial | Campeonato Mundial | Campeonato Mundial |
| Año                | Lugar              | Medalla            | Categoría          |
| ------------------ | ------------------ | ------------------ | ------------------ |
| 2011               | París (Francia)    | Medalla de bronce  | 69 kg              |